# Bryum curvatum
Bryum curvatum är en bladmossart som beskrevs av Kaurin och H. Arnell 1897. Bryum curvatum ingår i släktet bryummossor, och familjen Bryaceae. Inga underarter finns listade i Catalogue of Life.